# Máquina Lincoln "Little Willie"
Little Willie fue un prototipo en el desarrollo del tanque británico Mark I. Construido en el otoño de 1915 por solicitud del Landships Committee. Fue, en enero de 1916, el primer prototipo de tanque de preproducción del mundo, un mes antes de que el francés Schneider CA1 hiciera su debut. Little Willie es el tanque más viejo en existencia, siendo conservado como una de las más famosas piezas de la colección del Museo de Tanques de Bovington.

## Máquina Lincoln Número Uno

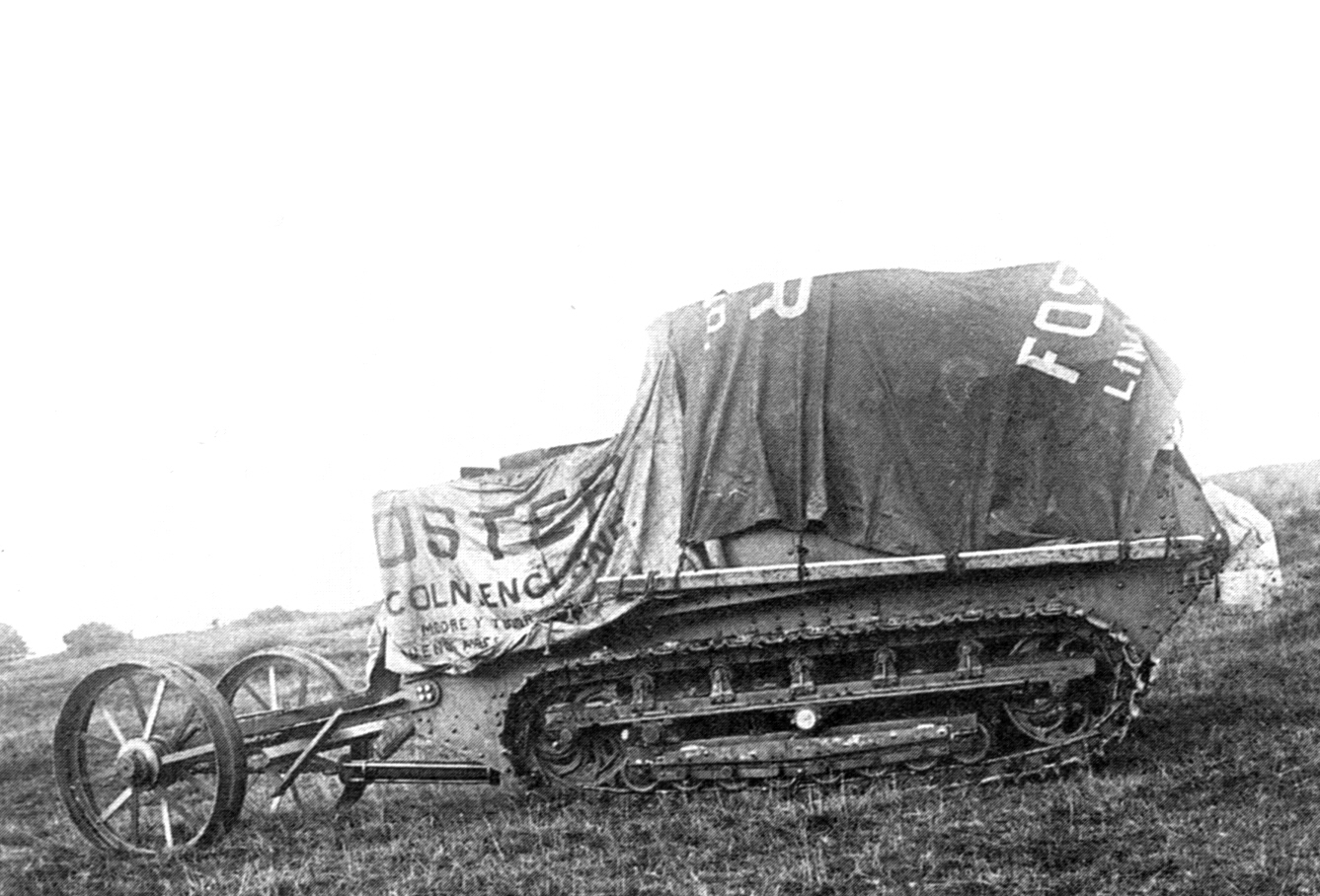
La Máquina Lincoln Número Uno, con orugas alargadas y suspensión de tractor Bullock Creeping Grip, septiembre de 1915

El trabajo en el predecesor del Little Willie empezó en julio de 1915 por parte del Landships Committee (Comité de los buques terrestres) que se estableció en febrero de 1915 como una pequeña comisión del Gabinete de Guerra británico, encabezada por el primer Lord del Almirantazgo, Sir Winston Churchill, y compuesta por varios políticos, ingenieros y oficiales, con el cometido de establecer las bases para la fabricación del primer vehículo blindado antes del final de 1915 y cubrir la necesidad de Gran Bretaña en la Primera Guerra Mundial de una máquina de guerra capaz de cruzar una trinchera de 1,5 m de ancho. Los británicos consideraron tres sistemas de tracción de máquinas agrícolas; el Pedrail británico resultó demasiado pesado y el Killen-Strait de tres orugas fabricado en Estados Unidos era demasiado liviano. Un par de máquinas Bullock Creeping Grip fueron probadas a continuación y demostraron que el concepto de vehículo con orugas y blindado estaba en la línea correcta, aunque las orugas de Bullock no eran satisfactorias, sin embargo; el 22 de julio se le otorgó a William Ashbee Tritton, director de la empresa de maquinaria agrícola William Foster & Co. de Lincoln, un contrato para desarrollar una "Máquina Tritton" con dos orugas basado en un diseño del ingeniero jefe de Tritton, William Rigby. Tuvo que emplear orugas alargadas y componentes de suspensión (siete ruedas de rodaje en lugar de cuatro) proveídos por la Bullock Tractor Company de Chicago. Cuando las orugas llegaron, se notó que eran muy toscas.
El 11 de agosto empezó su construcción; el 16 de agosto Tritton decidió añadir una cola con ruedas para ayudarle con los virajes. El 9 de septiembre la Máquina Lincoln Número Uno, como era llamado el prototipo, hizo su primera prueba en el patio de la Fundición Wellington. Rápidamente se notó que el perfil de las orugas era demasiado plano y ofrecía demasiada resistencia contra el suelo al virar. Para resolver esto, se cambió la suspensión y el perfil del fondo se hizo más curvo. Entonces surgió el siguiente problema: al cruzar una trinchera, la oruga saltaba, no encajaba nuevamente en las ruedas y se trababa. Tritton y el teniente Walter Gordon Wilson probaron varios tipos de diseños alternativos para las orugas, inclusive correas de balata y cables de acero planos. Finalmente, el 22 de septiembre, Tritton concibió un sistema que utilizaba planchas de acero estampado remachadas a eslabones que incorporaban guías para encajarse en el interior del marco de la oruga. Los marcos de las orugas fueron conectados al chasis mediante grandes cojinetes. Este sistema no tenía suspensión, ya que las orugas eran firmemente mantenidas en su lugar y capaces de moverse en solo un plano. Este diseño fue exitoso y se empleó en todos los tanques británicos de la Primera Guerra Mundial hasta el Mark VIII, aunque limitaba la velocidad.

## Descripción
Su motor Foster-Daimler Knight de 105 cv, alimentado por gravedad desde dos depósitos de gasolina, estaba situado atrás, apenas dejando espacio suficiente bajo la torreta. El prototipo fue equipado con una torreta fija simulada que montaba una ametralladora; un Cañón QF de 2 libras Mark II tomaría su lugar, mientras que el armamento secundario serían seis ametralladoras Madsen. El cañón principal tendría un gran depósito de municiones con 800 proyectiles. Tritton consideró emplear una superestructura abierta, con la torreta siendo capaz de deslizarse hacia adelante sobre rieles. En la parte frontal del vehículo, dos hombres iban sentados en un estrecho banco. Uno controlaba el volante, el embrague, la caja de cambios primaria y el acelerador; el otro se ocupaba de los frenos.
La mayoría de los componentes mecánicos, inclusive el radiador, habían sido adaptados de los del tractor pesado de artillería Daimler-Foster. Se habrían necesitado por lo menos cuatro hombres para operar el armamento, mientas que la tripulación no podría haber sido menor de seis. La velocidad máxima mencionada por Tritton era de no más de 3,22 km/h. El vehículo no tenía planchas blindadas de acero, solamente chapa de caldera. Se había planeado emplear blindaje de 10 mm de espesor en su producción.   
jk

## Little Willie y Big Willie
Wilson no estaba satisfecho con el concepto básico de la Máquina Lincoln N.º 1, por lo que concibió un mejor diseño el 17 de agosto y empezó la construcción de un prototipo mejorado el 17 de septiembre; a este segundo prototipo del que será el  Mark I , conocido más tarde como "Buque terrestre de Su Majestad" (His Majesty Land Ship, HMLS) Ciempiés o "Madre", se le equipó con marcos de oruga romboidales que las llevaban por encima del vehículo, se conservaron las ruedas de viraje posteriores en un modelo mejorado, pero la torreta simulada fue retirada y reemplazada por barbetas laterales que sostenían el armamento principal.
La Máquina Lincoln Número Uno fue reconstruida con orugas alargadas (90 cm más largas) para el 6 de diciembre de 1915, pero apenas para probar las nuevas orugas en Burton Park; el segundo prototipo fue visto como mucho más prometedor. El primero fue rebautizado Little Willie, el escabroso nombre comúnmente empleado por la prensa amarilla británica para ridiculizar al Príncipe Guillermo; Madre fue conocido por un tiempo como Big Willie, por su padre, Guillermo II de Alemania. Ese mismo año el caricaturista William Kerridge Haselden hizo una popular película cómica de propaganda antialemana: Las aventuras de Big y Little Willie. En enero de 1916 Little Willie, ahora sin torreta alguna, compitió con Madre para obtener la primera orden de producción. Su inferioridad al cruzar trincheras selló su suerte.

## En la actualidad

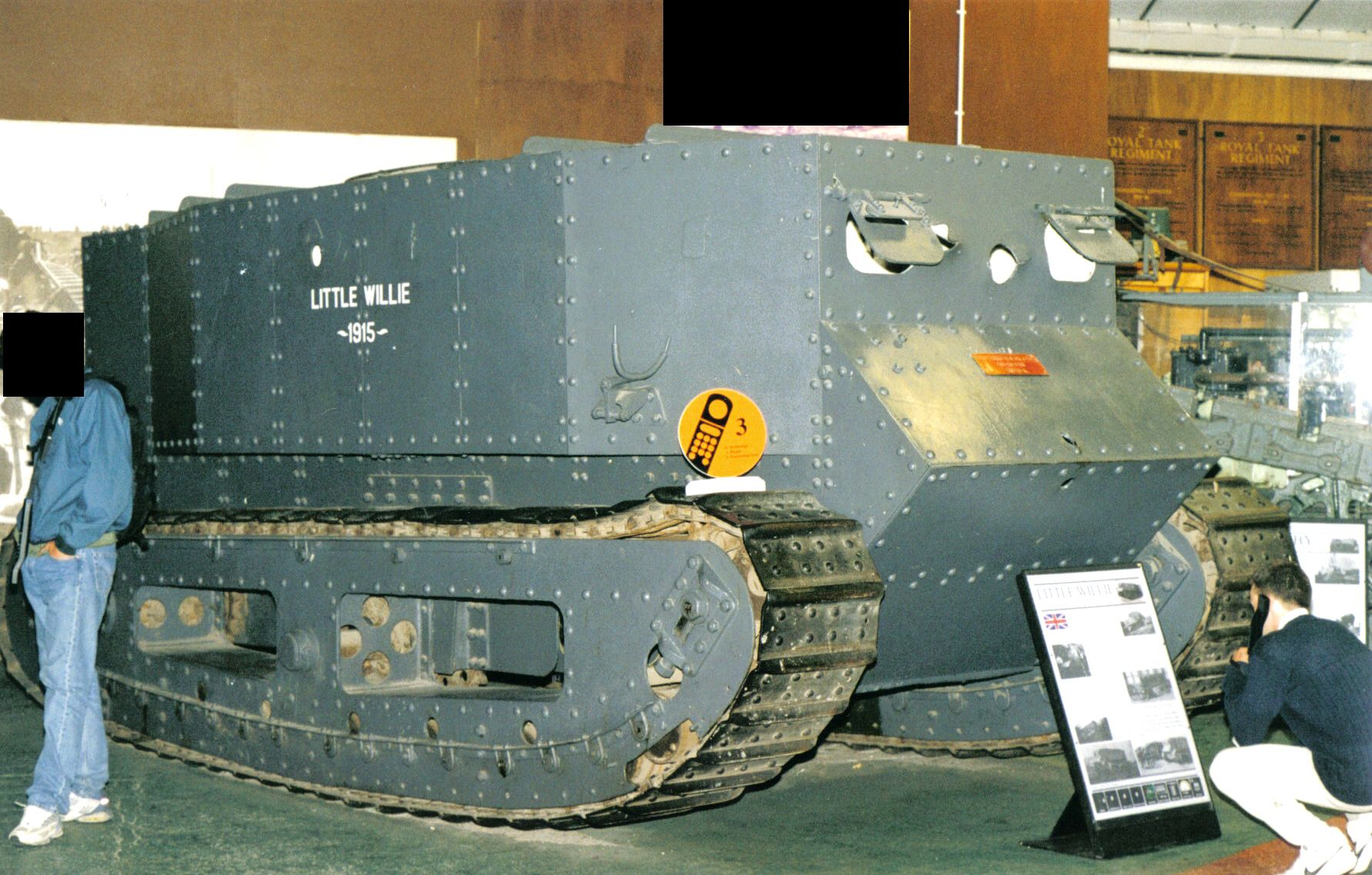
El lado derecho del Little Willie.

Little Willie fue conservado para la posteridad tras la guerra, salvándose de ser desmantelado en 1940 y hoy está expuesto en el Museo de tanques de Bovington. Ahora solamente es un casco vacío, sin motor, pero con algunos equipos internos. El casco tiene un daño alrededor de la rendija de visión derecha, posiblemente causado en algún momento dado por un intento de remolcar el vehículo pasando un cable a través de la rendija. Esto rasgó la delgada chapa de acero del tanque.